# Anisogaster nigroclavatus
Anisogaster nigroclavatus là một loài bọ cánh cứng trong họ Cerambycidae.